# Lawrence O'Donnell
Lawrence Francis O'Donnell, Jr., né le 7 novembre 1951, est un journaliste et analyste politique américain officiant sur la chaîne d'information en continu MSNBC. Il anime depuis le 27 septembre 2010 sa propre émission quotidienne, The Last Word with Lawrence O'Donnell, et a auparavant travaillé pour différentes émissions de télévision et de radio telles que The McLaughlin Group, The Al Franken Show, ou Morning Joe et Countdown with Keith Olbermann sur MSNBC. Dans cette dernière émission, il remplaçait Keith Olbermann lorsque celui-ci était absent.
Lawrence O'Donnell est également scénariste et producteur de la série The West Wing (À la Maison-Blanche en français) diffusée sur NBC, pour laquelle il a été récompensé d'un Emmy Award. Il a également créé et produit la série télévisée Mister Sterling.
Politiquement, O'Donnell se situe à gauche et se définit comme socialiste, au sens européen du terme, en référence à sa défense de l'interventionnisme étatique,,.